# Гайнау, Юлиус Якоб фон
Барон Юлиус Якоб фон Гайнау (нем. Julius Jakob Freiherr von Haynau; 14 октября 1786 — 14 марта 1853) — австрийский военный деятель, фельдцейхмейстер (1849). Руководил  подавлением Венгерского восстания 1848—1849 годов и Брешианского восстания.

## Биография
Юлиус Якоб фон Гайнау — внебрачный сын курфюрста Вильгельма Гессенского и его возлюбленной Розы Доротеи Риттер — родился 14 октября 1786 года в Касселе. Детство провёл с матерью в замке Бабенхаузен.

В 1801 году вступил в австрийскую службу и сражался в кампании 1805 года против Наполеона, за отличие был произведён в капитаны. Затем Гайнау участвовал в войне 1809 года, в чине майора и должности батальонного командира находился в походах 1813—1815 годов, выделяясь храбростью и предприимчивостью. 

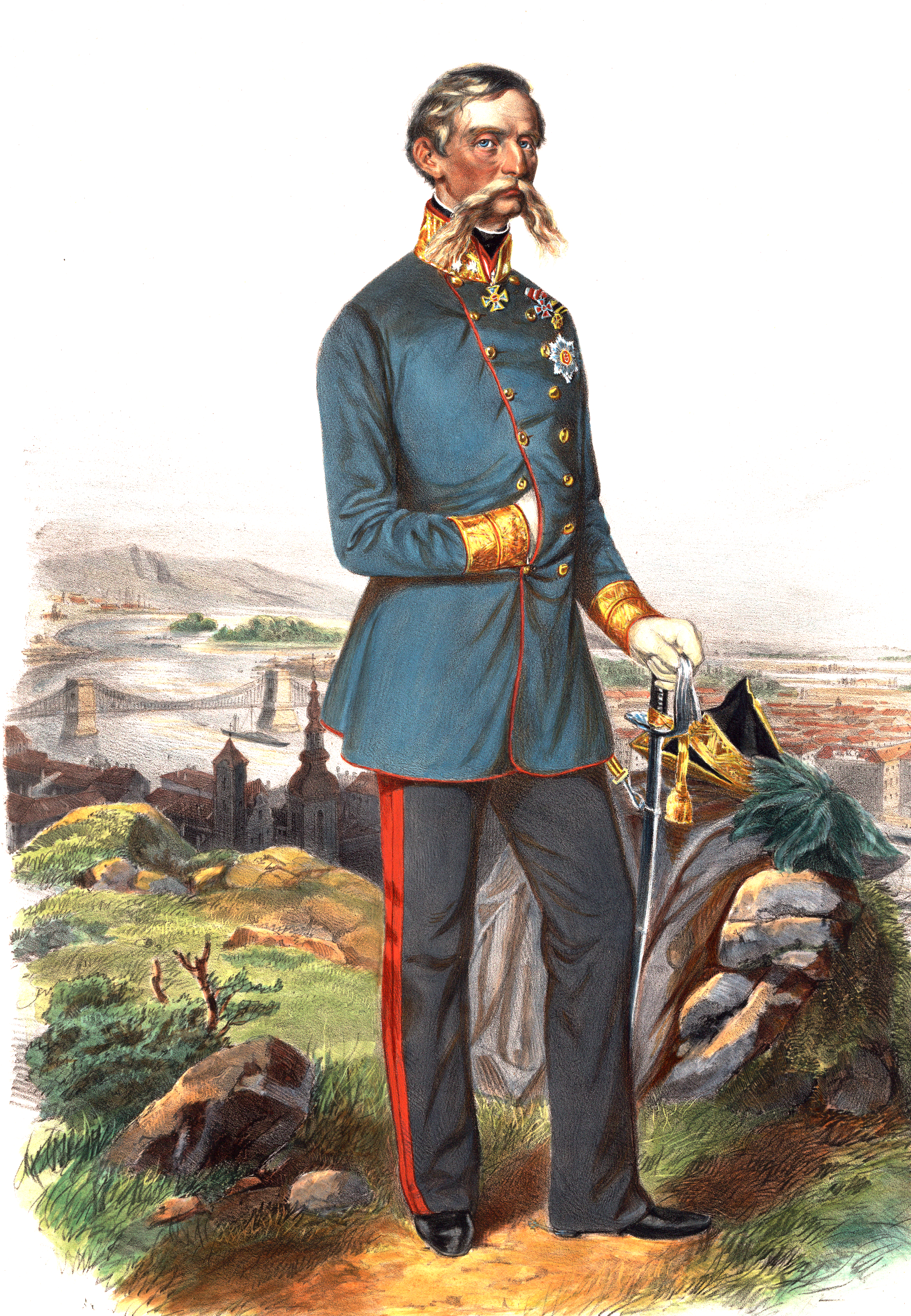
Юлиус Якоб фон Гайнау

Во время австро-итальянской войны 1848 года Гайнау был уже фельдмаршал-лейтенантом и командиром дивизии. Будучи комендантом крепости Вероны, он по собственной инициативе выслал ночью 25 июля бригаду для атаки во фланг итальянцев, чем содействовал победе при Соммакампанье. За это дело он был награждён Командорским крестом ордена Марии Терезии. 29 апреля 1849 года российский император Николай I пожаловал ему орден св. Георгия 4-й степени (№ 8140 по кавалерскому списку Григоровича — Степанова).
В июне 1849 году Гайнау принял командование над армией, действовавшей против венгерских повстанцев, получил чин фельдцейхмейстера. Показал себя способным, энергичным и искусным вождём, нанес венграм несколько поражений при Раабе, Коморне, Сегеде и Темешваре. Получил по окончании кампании Орден Андрея Первозванного (13(25)августа 1849 года) и Большой крест ордена Марии Терезии (26 марта 1850 года).
Однако казнь Гайнау 13 пленных венгерских генералов и первого венгерского премьер-министра Лайоша Баттьяни возбудил к нему всеобщую ненависть в Венгрии. Эта расправа над пленными так подорвала репутацию Юлиуса Якоб фон Гайнау, что он, несмотря на все свои военные заслуги, в 1850 году был вынужден уйти в отставку.
Находясь в отставке, он предпринял путешествие по Европе, но из-за своей репутации палача практически везде принимался очень плохо, причём во время его нахождения в Лондоне и Брюсселе оскорбления в адрес Гайнау приводили к дипломатическим скандалам.
Юлиус Якоб фон Гайнау скончался 14 марта 1853 года, похоронен в Граце.

### Награды
- Военный орден Марии Терезии, большой крест (26.03.1850)[4]
- Военный орден Марии Терезии, командорский крест (29.07.1849)[4]
- Королевский венгерский орден Святого Стефана, большой крест[4]
- Австрийский орден Леопольда, командорский крест[4]
- Орден Железной короны 1-го класса
- Военный орден Максимилиана Иосифа, большой крест (Королевство Бавария)
- Королевский Гвельфский орден, большой крест (Королевство Ганновер)
- Орден Золотого льва, большой крест (Гессен-Кассель)
- Орден «За военные заслуги» (Гессен-Кассель, 14.03.1814)
- Орден Святого Януария (Королевство Обеих Сицилий)
- Орден Святого Андрея Первозванного (Россия, 13(25).08.1849)[3]
- Орден Святого Георгия 4-й степени (Россия, 29.04(11.05).1849)
- Орден Святого Александра Невского (Россия, 13(25).08.1849)
- Орден Белого орла (Россия, 13(25).08.1849)
- Орден Святой Анны 3-й степени (Россия)

## Личная жизнь
28 октября 1808 года Юлиус женился на Терезии Вебер фон Тройенфельс (1787—1851). У супругов родилась одна дочь:
- Вильгельмина Клотильда фон Гайнау (27 сентября 1809 — 25 ноября 1897), замужем не была. Детей не имела[5].